# Audioslave
Pour leur album, voir Audioslave (album).
Audioslave est un supergroupe américain de rock alternatif originaire de Los Angeles, en Californie. Formé en 2001 et dissous en 2007, le quartette se composait du chanteur et guitariste Chris Cornell, ancien membre de Soundgarden, du guitariste Tom Morello, du bassiste Tim Commerford, et du batteur Brad Wilk, anciens membres de Rage Against the Machine. La presse spécialisée considère initialement Audioslave comme un amalgame entre Soundgarden et Rage Against the Machine, mais le deuxième album du groupe, Out of Exile, donne au groupe une véritable identité sonore.
Le style musical d'Audioslave se définit par un mélange de hard rock des années 1970 et de rock alternatif des années 1990. En particulier, Morello incorpore des morceaux de guitare solo non conventionnelle au mix[Quoi ?]. Comme avec Rage Against the Machine, le groupe se dit fier de composer leurs chansons uniquement à base de guitare, de basse, de batterie, et de chant.
En six années d'existence, Audioslave fait paraître trois albums vendus à plus de 8 millions d'exemplaires, est nommé trois fois aux Grammy Awards, et devient le premier groupe américain à jouer en plein air à Cuba. Audioslave se sépare en décembre 2007 ; Cornell annonce son départ définitif du groupe à la suite de « conflits internes et divergences musicales ». La tournée de réunion de Rage Against the Machine en 2007 implique le reste du groupe, et la publication d'albums solo la même année par Morello et Cornell confirme sa dissolution.
Depuis 2015, Cornell et Morello ont tous deux exprimé leur intérêt pour la possibilité d'une reformation d'Audioslave. Le 17 janvier 2017, le groupe s'est reformé pour se produire lors du « bal anti-inaugural » de Prophets of Rage qui s'est déroulé le 20 janvier 2017. Cornell et Morello espéraient après cela de futurs projets pour Audioslave. Près de quatre mois plus tard, le 18 mai 2017, Cornell a été retrouvé mort dans sa chambre d'hôtel à Détroit, peu après avoir donné un concert au Fox Theatre avec Soundgarden, écartant ainsi toute possibilité d'une reformation du groupe. La mort de Cornell a été qualifiée de suicide par pendaison. Il avait 52 ans.

## Historique

### Formation (2000-2001)

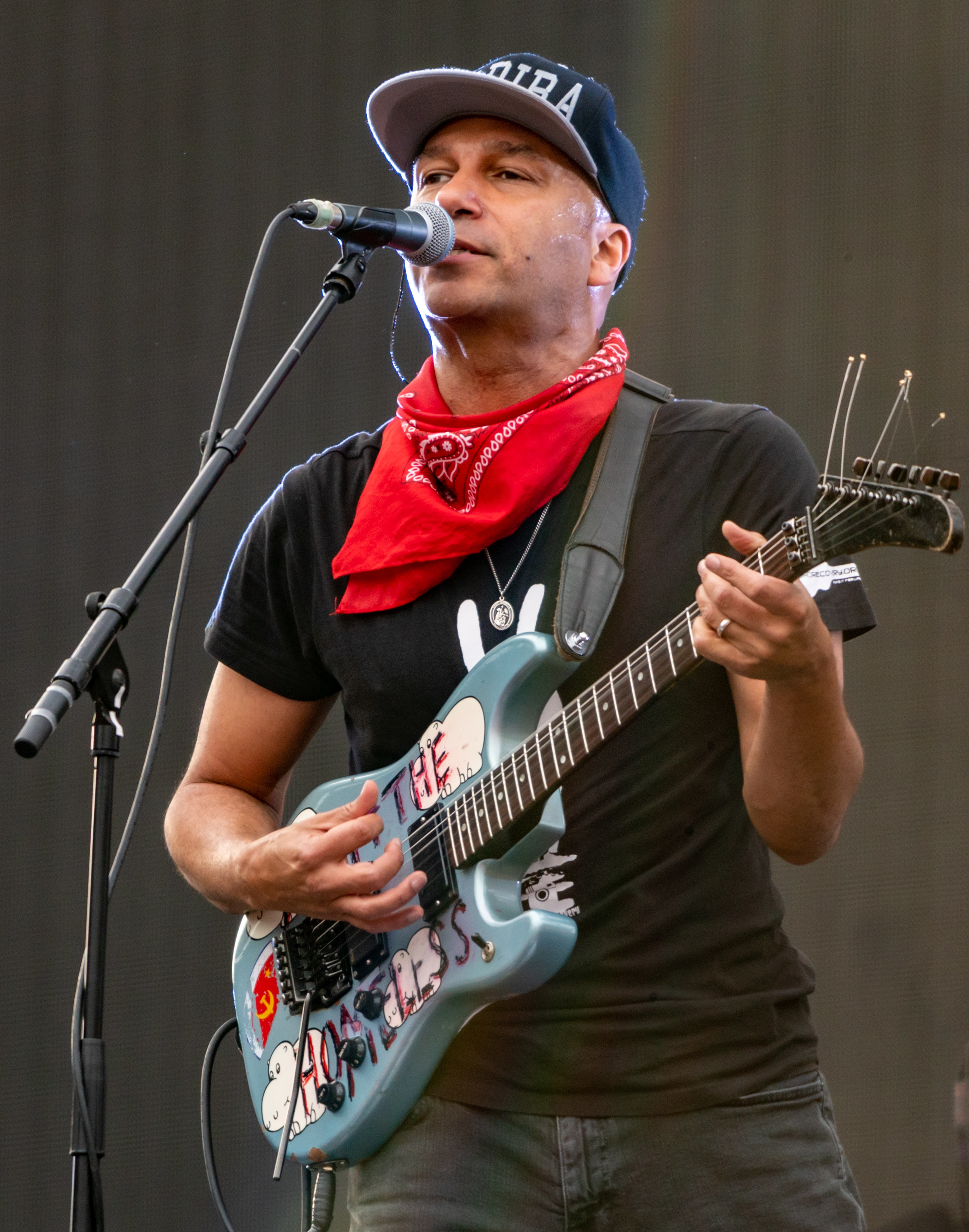
Tom Morello

L'histoire d'Audioslave date du 18 octobre 2000, lorsque le chanteur de Rage Against the Machine Zack de la Rocha annonce son départ du groupe, citant des difficultés dans sa décision. Rage Against the Machine se sépare à la suite du départ de la Rocha, mais les trois membres restants du groupe — Tim Commerford, Tom Morello, et Brad Wilk — décident de rester ensemble et de recruter un nouveau chanteur. D'autres chanteurs se portent volontaires comme B-Real de Cypress Hill, mais les membres ne souhaitent recruter personne qui chante comme de la Rocha. Leur producteur et ami Rick Rubin leur suggère Chris Cornell, l'ancien chanteur de Soundgarden, dont Morello est un fan : « J'aime le métal et j'aimais la poésie, et Chris Cornell était l'une des personnes qui ont réuni ces choses »,. Rubin les persuade également de participer à une thérapie de groupe avec le coach Phil Towle pour faire face à leur séparation. Rubin se dit confiant dans la quête de Rage Against the Machine de trouver le chanteur qui leur conviendra et ainsi leur permettre de se surpasser ; il pensait reproduire un scénario dans le genre « Yardbirds devient Led Zeppelin. »
Le courant entre Cornell et les trois autres passe bien ; comme le décrit Morello : « il a pris le microphone, puis il a chanté la chanson, et je n'en croyais pas mes oreilles. Ce n'était pas bien. Ce n'était pas excellent. C'était transcendent. Et... dès que le courant passe bien du premier coup, ça ne doit pas louper. » Cornell ne souhaite pas écrire la musique et préfère se concentrer sur les paroles et la mélodie. Le producteur Rick Rubin déclare : « Je travaille avec une tonne de chanteurs et c'est difficile de faire une bonne mélodie. Et ce type les lance juste à droite et à gauche ! ». Le quartette écrit 21 chansons dans les 19 jours qui suivent et entre en studio en mai 2001 aux côtés de Rubin à la production, tentant en parallèle de régler les conflits avec leur label.

### Audioslave(2002-2003)
Le 19 mars 2002, Audioslave est confirmé pour la septième édition de l'Ozzfest annuel, bien que le groupe n'a à cette période ni nom officiel, ni album publié. Quelques jours plus tard, des articles sont publiés concernant une éventuelle séparation du groupe. Le manager de Cornell confirme le départ du chanteur, sans aucune explication apparente. Sous le nom de Civilian (ou The Civilian Project), 13 démos sont publiées sans permission en peer-to-peer en mai 2002. Selon Morello, le groupe se disait frustré car les chansons n'étaient pas en phase d'être terminées et n'avaient dans certains cas « pas même paroles, solos de guitare, ou performances de tous bords. » De ces démos, demeure le titre Turn to Gold toujours disponible en ligne et qui ne sera pas publié.
Des premières rumeurs circulent selon lesquelles Cornell aurait désigné deux managers impliqués dans le projet (Jim Guerinot de Rebel Waltz représente Cornell, et Peter Mensch de Q Prime représente Rage Against the Machine). D'après le groupe, cependant, leur séparation n'a pas été causée par des conflits internes, mais par leurs managers. Une fois la phase de mixage terminée, près de six semaines plus tard, le groupe se reforme et renvoie leurs anciennes sociétés de management pour en engager une autre, The Firm. Leurs anciens labels, Epic et Interscope, règlent leurs différends en acceptant d'alterner celui qui publierait les albums du groupe.
Cornell choisit le nom du groupe à la suite d'une vision et les trois autres membres approuvent. Le groupe divulgue son nom officiel et lance par la même occasion son site web officiel. Le premier single, Cochise, est mis en ligne fin septembre, puis diffusé à la radio début octobre. La presse spécialisée félicite le style vocal de Cornell, clairement différent de celui de la Rocha, et considère que « les anciens membres de RAtM en ont fait un Paul Weller [...]. » Le réalisateur Mark Romanek tourne une vidéo pour Cochise, montrant le groupe jouant au sommet d'une tour en construction en plein milieu d'un feu d'artifice géant. Les détonations engendrées par les feux d'artifice ont fait craindre une attaque terroriste parmi les résidents situés proche du Sepulveda Dam de Los Angeles, à l'endroit de la tuerie.

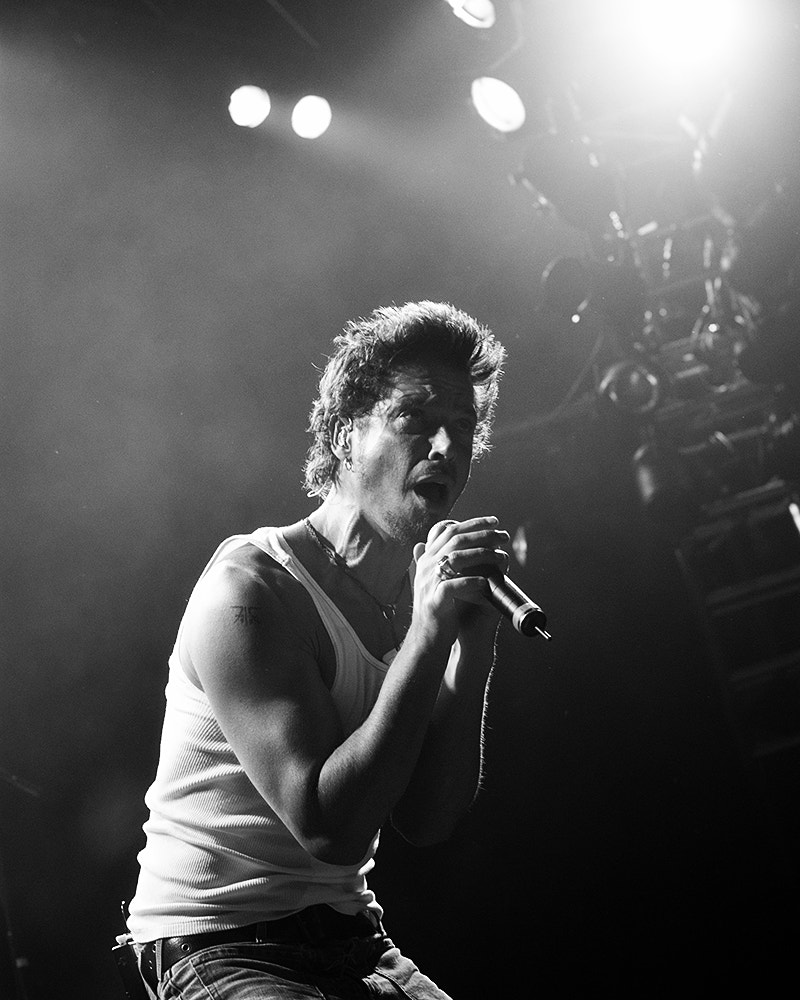
Chris Cornell

Le premier album éponyme du groupe, Audioslave, est publié le 19 novembre 2002, et atteint la 7e place du Billboard 200 avec 162 000 exemplaires vendus la première semaine. Il est certifié disque d'or par la RIAA un mois après publication, puis devient triple disque de platine en 2006. Il s'agit du plus grand succès d'Audioslave, avec trois millions d'exemplaires vendus aux États-Unis et plus de quatre millions dans le monde. Malgré son bon accueil commercial, Audioslave est accueilli d'une manière mitigée. Certains critiques déplorent une qualité sonore sans effort et prévisible. Pitchfork prône la voix de Cornell, mais critique certains aspects de l'album, comme les paroles « complètement incompréhensibles » et la production de Rubin que le site considère comme « un produit de rock artificiel sans saveur. » D'autres critiques, cependant, félicitent le style rock des années 1970 du supergroupe et le compare à celui de Led Zeppelin et de Black Sabbath, expliquant qu'ils ont ajouté du style et du son au rock grand public contemporain.
Audioslave fait ses débuts sur scène le 22 novembre 2002, brièvement au Ed Sullivan Theater de Broadway à New York pour le Late Show with David Letterman. Il s'agit de la première fois qu'un groupe apparaît à Letterman. Ils jouent leur premier concert payant au KROQ Almost Acoustic Christmas, le 7 décembre 2002. À la fin de la soirée après six chansons, Cornell s'adresse au public, expliquant : « Ces gars m'ont sauvé la vie cette année », et la soirée se termine lorsque les membres du groupe s'étreignent. Lorsque plus de précisions lui sont demandées, il explique avoir traîné le groupe « en plein dans la merde » ces derniers mois.
À cette période, des rumeurs circulent selon lesquelles Cornell était en cure de désintoxication. Il confirme plus tard dans une entrevue avec Metal Hammer cela s'est effectué par appel téléphonique. Dans un article du San Diego CityBEAT, Cornell explique avoir traversé « une horrible crise personnelle » pendant l'enregistrement du premier album, et restera deux mois en cure de désintoxication loin de son épouse. Il cite Morello, Commerford et Wilk comme ceux qui l'ont soutenu dans ces moments difficiles. Il dément toute implication d'OxyContin ou d'héroïne : « C'était varié. Je suis pas difficile. Je buvais beaucoup,. »
Like a Stone, le deuxième single extrait d'Audioslave, est publié au début de 2003. Il s'agit du single le mieux classé de l'album, atteignant la première place des classements Billboard Mainstream Rock Tracks et Modern Rock Tracks . Il est certifié disque d'or par la RIAA, et devient le meilleur single d'Audioslave. Le clip de Like a Stone est écrit et réalisé par Meiert Avis. Il est tourné dans la maison de Los Angeles où Jimi Hendrix a écrit Purple Haze. Le clip du troisième single, Show Me How to Live (song), est banni de MTV, car il montrerait supposément le groupe roulant à vive allure dans une voiture de police en dehors de la route. Le premier DVD du groupe, Audioslave, est publié le 29 juillet 2003.
Le groupe se lance dans une grande tournée en 2003, en général bien accueillie, et participe notamment au Lollapalooza. Leur performance au Lollapalooza est si bien accueillie par les lecteurs de Metal Edge qu'elle remporte le prix du Readers' Choice Award dans la catégorie « meilleur groupe au Lollapalooza ».

### Out of Exile(2004-2005)
En 2004, Audioslave est nommé à la 46e édition des Grammy Awards : Like a Stone est nommé dans la catégorie « meilleure performance de hard rock », et Audioslave dans la catégorie « meilleur album de hard rock ». Ils passent le reste de 2004 en pause, mettant de côté leurs tournées et leur deuxième album. Entretemps, Morello peut se consacrer à son projet en solo, The Nightwatchman, et faire de l'activisme politique. Cornell peut se consacrer à sa famille ; son divorce enfin mis en œuvre avec sa première femme, il épouse Vicky Karayiannis, une journaliste résidant à Paris qu'il a rencontré durant la première tournée européenne d'Audioslave.
L'écriture de l'album débute en 2003 pendant le Lollapalooza, et les enregistrements se terminent en fin d'année en studio. Hormis l'écriture de nouvelles chansons, il reste encore d'anciennes chansons issues des précédentes sessions pour Audioslave ; selon Morello, ils avaient « un autre album en réserve [déjà achevé]. » Be Yourself, le premier single de l'album encore sans titre, est critiqué par la presse spécialisée, qui sent un titre « bancal, avec des paroles sans sens. » Néanmoins, il atteint la première place aux classements Mainstream et Modern Rock.

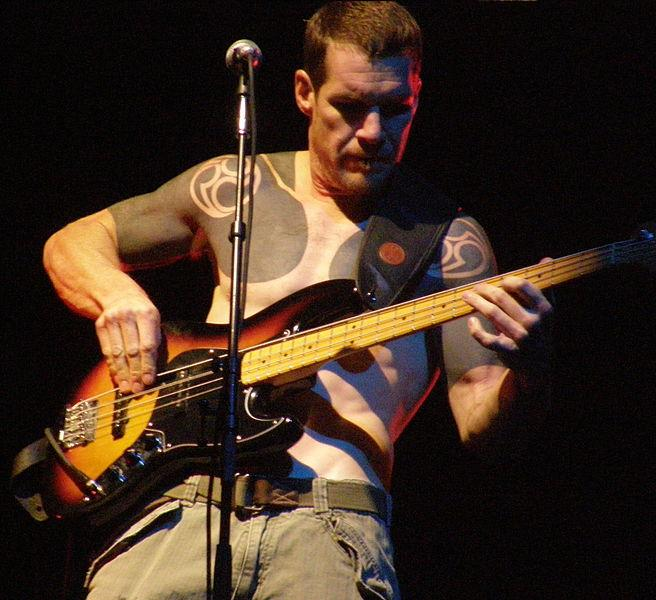
Tim Commerford

En avril 2005, le groupe lance une tournée de clubs, qui se déroule jusqu'en fin mai. Bien qu'ils jouaient occasionnellement des reprises à leurs précédentes tournées, les membres décident de jouer de nouvelles chansons pour éviter « toute approche trop commerciale et vendeuse. »
Le second single, Your Time Has Come est publié à des fins uniquement promotionnelles, pendant une semaine, et diffusé à la radio dans le monde entier. Le 6 mai 2005, Audioslave joue un concert gratuit à La Havane, Cuba, devant 70 000 personnes. Audioslave devient le premier groupe américain à jouer dans la république socialiste de Cuba. Le groupe traverse La Havane — avec une équipe de tournage — le 4 mai pour visiter les sites historiques et discuter avec d'autres artistes cubains. Morello et le reste du groupe insistent sur le fait qu'il ne s'agissait à aucun moment d'un déplacement politique, mais musical. Cornell commente: « Heureusement, ce concert aidera à tisser de meilleurs liens avec la musique de nos deux pays. » Le voyage est autorisé en accord avec l'United States Department of the Treasury et l'Instituto Cubano de la Musica. Ce concert de 26 chansons — qui inclut celles de Soundgarden et Rage Against the Machine — est le plus long jamais joué par le groupe.
Out of Exile est publié à l'international le 23 mai 2005, et le lendemain aux États-Unis. Il débute à la première place du Billboard 200, le seul album d'Audioslave à atteindre cette place. La semaine suivante, cependant, il atteint la troisième place, avec 62 % de baisse des ventes — et devient certifié disque de platine. Cornell admet avoir fait de cet album un album personnel inspiré par des changements positifs survenus dans sa vie depuis 2002. Il considère l'album plus varié mais avec moins de riffs lourds de guitare.
L'album est mieux accueilli que le premier album d'Audioslave ; la presse spécialisée prône le chant plus agressif de Cornell, sans doute le résultat du sevrage de l'alcool et du tabac, considérant Out of Exile comme « le son d'un groupe qui commence à se différencier. » AllMusic, attribue à Audioslave un accueil chaleureux, félicitant l'album qu'il décrit comme « affiné, hard, fort, et mémorable. » Les paroles, cependant, dérangent encore. MusicOMH.com explique qu'avec de telles paroles, Cornell « continue à se couvrir de ridicule » ; la douceur de l'album et son approche plus lente sont également fréquemment critiquées,.
À la sortie de l'album, le groupe se lance dans une tournée européenne, participant au concert Live 8 de Berlin le 2 juillet 2005, notamment. Le second DVD d'Audioslave, Live in Cuba, présentant leur concert effectué à La Havane, est publié le 11 octobre 2005. Il est certifié disque de platine, moins de deux mois après sa publication.

### Revelationset séparation (2006-2007)
En décembre 2005, Audioslave est nommé à la 48e édition des Grammy Awards dans la catégorie « meilleure performance hard rock » pour le titre Doesn't Remind Me. Audioslave se lance dans l'enregistrement de son nouvel album ; Cornell avait déjà exprimé son souhait de « composer un album chaque année et en un-an-et-demi » avant la publication de Out of Exile. Début juillet 2005, après la conclusion de sa tournée européenne, le groupe revient en studio pour écrire de nouvelles chansons ; Morello explique que leur but était d'« alterner entre répétitions, enregistrements et tournées. » La première session d'enregistrement se déroule le 20 janvier 2006, accompagné d'une date de sortie prévue pour l'album Revelations en juin. Audioslave écrit 20 chansons et en enregistre 16 en seulement trois semaines. Cependant, la date de sortie est reportée en septembre 2006, et le groupe annule sa tournée européenne précédemment annoncée, pour avoir le temps de faire la promotion de son nouvel album en tournée. Des nouvelles concernant le départ de Cornell commencent à faire surface en juillet 2006 ; celui-ci aurait l'intention de quitter le groupe une fois le troisième album publié afin de se consacrer à sa carrière solo. Cornell dément immédiatement ces rumeurs, expliquant : « On entend que ça, des rumeurs qui parlent d'une séparation d'Audioslave... Je [les] ignore. »

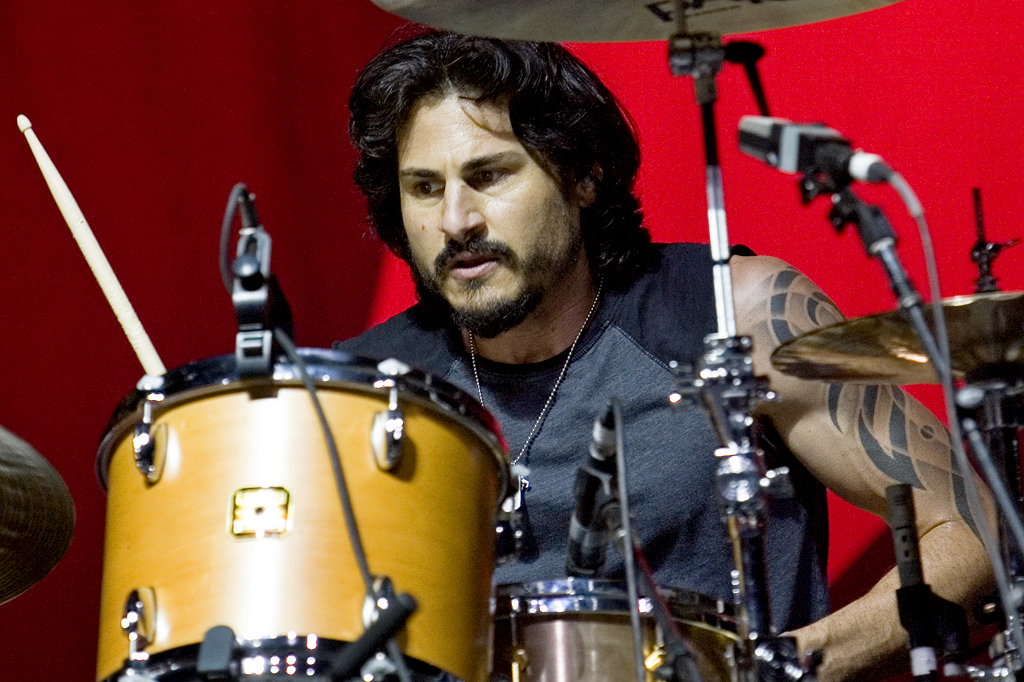
Brad Wilk

Une campagne publicitaire s'effectue avant la publication de l'album en août. Plusieurs chansons de l'album apparaissent dans des films et jeux vidéo ; Wide Awake et Shape of Things to Come sont incluses dans le film Miami Vice, et Revelations est incluse dans le jeu vidéo Madden NFL 07. L'album Revelations est publié le 5 septembre 2006. Il atteint la deuxième place du Billboard 200 avec 142 000 exemplaires vendus une semaine après sa publication. Il s'agit de l'album le moins rentable du groupe ; avec encore moins de succès que Out of Exile, ses ventes baissent à 65 % la semaine suivante par la suite certifié disque d'or le mois suivant. L'album s'inspire pour la première fois du funk, de la soul et du R&B ; Morello décrit ce nouveau son de « Led Zeppelin qui rencontre Earth, Wind & Fire ». L'album est accueilli de la même manière que Out of Exile dont la majeure partie de la presse spécialisée prône l'intégrité du groupe. Les nouveaux éléments de funk et de soul sont bien accueillis, AllMusic considérant l'album comme « plus coloré, varié, et consistant ». D'autres, cependant, le perçoivent comme « rien de plus qu'un autre album rock », et musicalement identique aux précédents albums du groupe.
Cornell décide de reporter la tournée pour l'album à 2007, car il souhaitait notamment se concentrer sur son deuxième album solo. Le 22 janvier 2007, Rage Against the Machine est annoncé pour une réunion au Coachella Valley Music and Arts Festival le 29 avril 2007. Moins d'un mois plus tard, le 15 février 2007, Cornell annonce officiellement son départ d'Audioslave, expliquant : « à cause de conflits personnels internes et de divergences musicales, je quitte définitivement Audioslave. Je souhaite le meilleur pour l'avenir des trois membres restants. » Il explique, préoccupé, qu'Audioslave se sépare et qu'une série de best-of sera publiée plus tard. Le New York Post rapporte que la séparation ne serait pas causée par des « divergences personnelles irrémédiables » mais par l'argent ; un ami de Cornell explique que : « Chris était en désaccord avec l'arrangement financier du groupe — il a écrit toutes les chansons, mais les trois membres ont préféré se partager les droits d'auteurs en parts égales. »

### Après séparation (depuis 2008)
Le groupe annonce sa reformation le temps d'une prestation, aux côtés de Prophets of Rage, Jack Black, Vic Mensa et Jackson Browne, dans le cadre de l'Anti-Inaugural Ball, un évènement organisé le 20 janvier 2017 à Los Angeles pour protester contre l'investiture de Donald Trump.
Chris Cornell est retrouvé mort le 18 mai 2017.

## Membres
- Chris Cornell : chant, guitare acoustique (2001–2007; 2017)
- Tom Morello : guitare (2001–2007; 2017)
- Tim Commerford : basse, chœurs (2001–2007; 2017)
- Brad Wilk : batterie (2001–2007; 2017)

## Discographie
- 2002 : Audioslave
- 2005 : Out of Exile
- 2006 : Revelations

## Distinctions

### Nominations
- Grammy Awards 2004 :
  - Meilleure prestation hard rock pour Like a Stone
  - Meilleur album rock pour Audioslave
- Grammy Awards 2006 : Meilleure prestation hard rock pour Doesn't Remind Me

## Annexe
- Liste de chansons enregistrées par Audioslave (en)